# Ulrich Steier

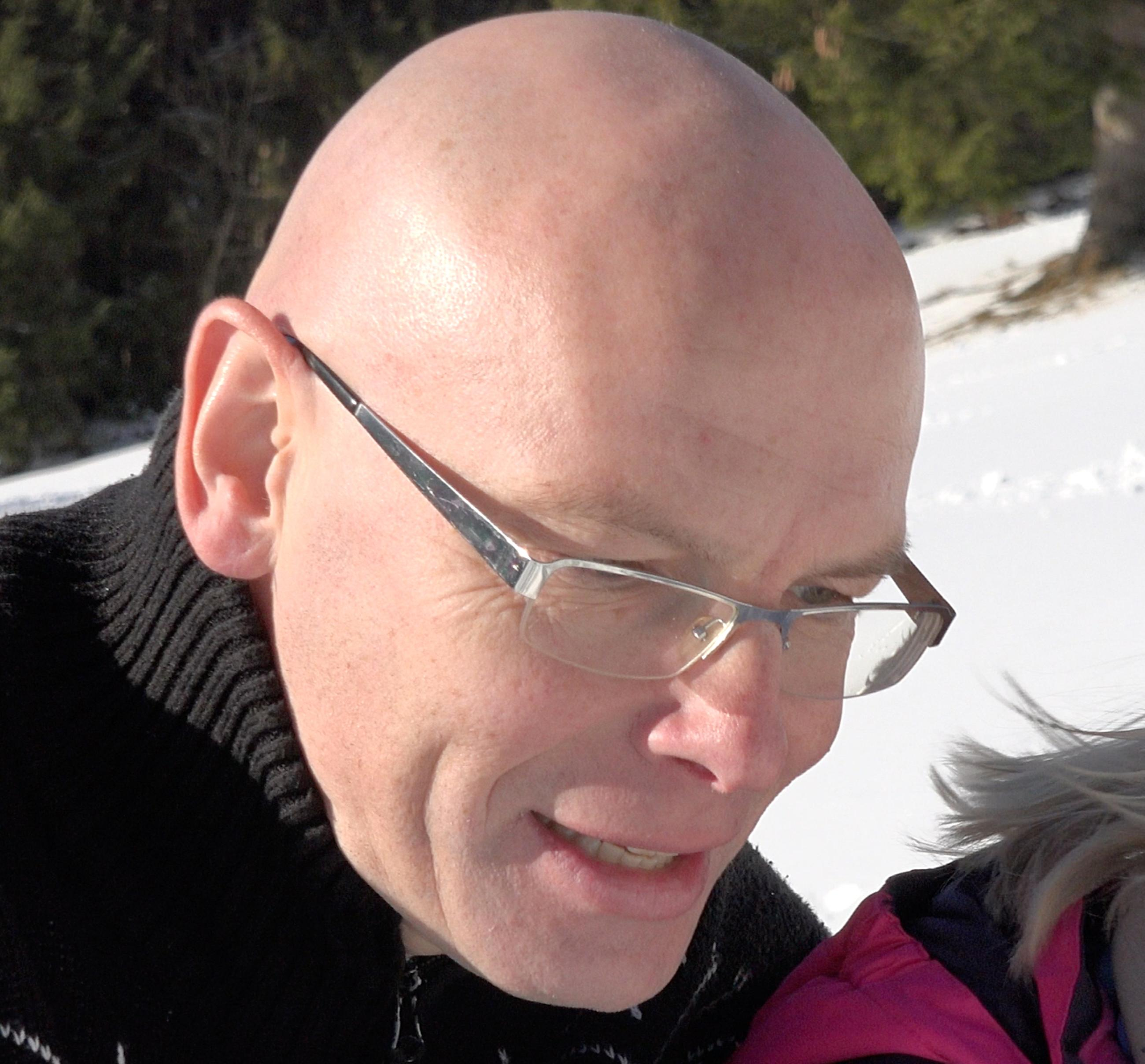
Ulrich Steier, 2019

Ulrich Steier (* 1964 in Mülheim an der Ruhr) ist ein deutscher Konzertgitarrist, Komponist, Autor und Dozent.

## Leben
Ulrich Steier ist der Sohn des Ingenieurs und Pianisten Edgar Steier und dessen Ehefrau Erika Steier geb. Jung. Er studierte an der Folkwang-Hochschule Essen und legte 1994 die Künstlerische Abschlussprüfung ab. Danach studierte er am Konservatorium Enschede, wo er 1996 das Konzertexamen bestand. Im Anschluss erhielt er ein zweijähriges Stipendium, das ihm das Studium an mehreren europäischen Konservatorien ermöglichte, so in Breslau, Gent, Weimar und Münster.
Neben seiner Ausbildung zum Konzertgitarristen hatte er von 1980 bis 1984 Saxophonunterricht, besuchte von 1980 bis 1993 mehrere Schlagzeug-Workshops, erhielt von 1982 bis 1988 privaten Gesangsunterricht und studierte 1987 bis 1991 Kontrabass bei Michinori Bunya an der Folkwang-Hochschule Essen.
Seit 2001 ist Ulrich Steier Dozent für Konzertgitarre am ArtEZ Conservatorium Enschede und Zwolle in den Niederlanden. 2019 initiierte er den Studiengang All-round Guitar in Zwolle. Ein Studiengang, der die wichtigsten Musikstile der Gitarre verbindet und erstmals in Europa das parallele Studium von klassischer Gitarre und E-Gitarre ermöglicht. Er leitet Meisterklassen in den Niederlanden, in Italien, in Russland, in der Schweiz, in Sri Lanka und jährlich in der Osterwoche das Gitarrenseminar Nauders in Österreich. Von 2006 bis 2013 trat Steier mit dem italienischen Gitarristen Massimo Laura als Aranjuez Guitar Duo auf. 2013 gründete er mit seiner Frau Anastasia das Label Steier Music Production. Im Jahr 2015 gründete er mit der Sopranistin Anouk Snellink und dem Gitarristen Pim Weierink das Trio Charming Blossom.
Seit 2020 veröffentlicht er deutschsprachige Pop-Musik unter dem Pseudonym Papau.
Steier gab Konzerte in Europa und Asien. Als Solist trat er unter anderem mit den Bochumer Symphonikern auf. Ulrich Steier komponierte als Crossover von Klassik, Pop und Rock ein Programm für Gitarre, Gesang und Orchester, in dem eigene und alte Dowland-Texte mit einem Mix aus symphonischen Streicherklängen und Rockriffs unterlegt werden. Das Programm wurde im November 2003 mit dem „Symphony Orchester of Sri Lanka“ in Colombo uraufgeführt. Mit seinem Ensemble Charming Blossom spielt er das Programm Opera 4 Three. Die beiden Gitarrenstimmen übernehmen dabei den gesamten Orchesterpart. Neben Bearbeitungen von bekannten Werken von Bellini, Delibes, Fauré und Puccini sind auch Bearbeitungen von Steiers Orchesterwerken vertreten.

## Kindermusik
Ulrich Steier komponiert für Kinder und veröffentlichte seit 2004 mehrere Alben. Seit 2014 sind einige seiner Arbeiten im Argon Verlag erschienen. Er schrieb die Musik zum Hörbuch Warum der Kater und die Maus trotzdem Freunde wurden; 2015 erschien eine CD mit Wiegenliedern.
Mit seinem Konzert-Show-Konzept Instrumentenreise mit Ulrich Steier wendet sich Steier auch an das junge Konzertpublikum. In einem Kinderkonzert stellt er Stargäste mit ihren Instrumente vor. Seine ersten Gäste waren der Geiger Michael Rein und die Saxophonistin Iris Gruber.

## Instrumente
Ulrich Steier spielt Gitarren von Hermann Hauser I aus dem Jahre 1926, Richard Jacob „Weißgerber“ aus dem Jahr 1943, Henrik Lindh aus dem Jahr 1991 und von Robert Ruck aus dem Jahr 1993 und 2008.

## Diskografie

### Klassik
- Lieder zur Nacht, Werke von Isaac Albéniz, Bach, Ludwig van Beethoven, John Dowland, 1998.
- Kemnader Konzerte, Werke von Ludwig van Beethoven, Richard Rodney Bennett, Leo Brouwer, Heitor Villa-Lobos, Silvius Leopold Weiss, 2001.
- Stille Nacht, Weihnachtsklassik, 2014.
- Christmas Songs Classical Guitar, 2020.

### Kindermusik
- Zwei weisse Schwäne, Wiegenlieder, Bibliographisches Institut, Mannheim 2015, ISBN 978-3-8398-4696-4.
- Meine allerersten Kinderlieder zur Guten Nacht, Sampler, Bibliographisches Institut, Mannheim 2014, ISBN 978-3-8398-4671-1.
- Meine allerersten Kinderlieder zur Weihnachtszeit, Sampler, Bibliographisches Institut, Mannheim 2015, ISBN 978-3-8398-4704-6.
- Meine allerersten Kinderlieder zur Frühlings- und Osterzeit, Sampler, Bibliographisches Institut, Mannheim 2016, ISBN 978-3-8398-4715-2.
- Komm mit mir in den Garten, Gesungene Tier- und Pflanzenrätsel, Bibliographisches Institut, Mannheim 2016, ISBN 978-3-8398-4715-2.
- Komm mit mir an Bach und Teich, Gesungene Tier- und Pflanzenrätsel, Argon, Berlin 2017, ISBN 978-3-8398-4874-6.
- Meine allerersten Kinderlieder zum Herbst, Sampler, Sauerländer Audio, Berlin 2017, ISBN 978-3-8398-4892-0.
- Ich hab dich so lieb, kleiner Hase! Lieder zum Kuscheln, Hopsen und Spielen, Sauerländer Audio, Berlin 2018, ISBN 978-3-8398-4907-1.
- Hey, jetzt ist Herbst! Lieder für die bunte Jahreszeit, Sauerländer Audio, Berlin 2018, ISBN 978-3-8398-4893-7.
- Meine allerersten Kinderlieder zum Advent, Sampler, Sauerländer Audio, Berlin 2018, ISBN 978-3-8398-4913-2.
- Meine allerersten Kinderlieder für die Ferien, Sampler, Argon, Berlin 2019, ISBN 978-3-8398-4926-2.
- Eine supertolle Weihnachtszeit, Sauerländer Audio, Berlin 2019, ISBN 978-3-8398-4954-5.

### Hörbücher
- Wie der Kater und die Maus trotzdem Freunde wurden, Autor: Luis Sepúlveda. Argon, Berlin 2014, ISBN 978-3-8398-4680-3.
- Einmal um die ganze Welt, Autor: Ulrich Steier. Zehn Gute-Nacht-Geschichten gelesen von Miriam Gronau.
- Weißt du eigentlich, wie lieb ich dich hab? – Neue Geschichten zum Kuscheln und Lauschen, Autoren: Sam McBratney, Anita Jeram. Sauerländer Audio, Berlin 2017, ISBN 978-3-8398-4879-1.
- Viele Grüße, Deine Giraffe, Autorin: Megumi Iwasa. Sauerländer Audio, Berlin 2017, ISBN 978-3-8398-4900-2.
- Viele Grüße vom Kap der Wale, Autorin: Megumi Iwasa. Sauerländer Audio, Berlin 2018, ISBN 978-3-8398-4921-7.
- Mein glückliches Leben, Autorin: Rose Lagercrantz. Sauerländer Audio, Berlin 2019, ISBN	978-3-8398-4938-5.
- Alles soll wie immer sein, Autorin: Rose Lagercrantz. Sauerländer Audio, Berlin 2019, ISBN 978-3-8398-4937-8.
- Du, mein Ein und Alles, Autorin: Rose Lagercrantz. Sauerländer Audio, Berlin 2019, ISBN	978-3-8398-4964-4.
- Glücklich ist, wer Dunne kriegt, Autorin: Rose Lagercrantz. Sauerländer Audio, Berlin 2019, ISBN 978-3-8398-4963-7.
- Mein Herz hüpft und lacht, Autorin: Rose Lagercrantz. Sauerländer Audio, Berlin 2019, ISBN 978-3-8398-4939-2.
- So glücklich wie noch nie? Autorin: Rose Lagercrantz. Sauerländer Audio, Berlin 2019, ISBN 978-3-8398-4975-0.
- Wann sehen wir uns wieder? Autorin: Rose Lagercrantz. Sauerländer Audio, Berlin 2019, ISBN 978-3-8398-4965-1.

### DVD
- 2006: Die Soldaten von Bernd Alois Zimmermann, Live-Mitschnitt aus der Jahrhunderthalle Bochum zur 2. RuhrTriennale

### Papau
- Die Sonne, Steier-Musik-Production, Essen 2020, EAN: 4250548419413.
- Lass los, Steier-Music-Production, Essen 2020, EAN: 4250548421065.